# Samuel L. Jackson
Pour les articles homonymes, voir Jackson.
Samuel L. Jackson, de son nom Samuel Leroy Jackson (prononcé en anglais : [ˈsæmjuəl ˈliːˌɹɔɪ ˈd͡ʒæksən]), est un acteur et producteur américano-gabonais, né le 21 décembre 1948 à Washington, D.C. (États-Unis).
Il accède à la célébrité internationale durant les années 1990 avec des prestations remarquées, comme dans Jurassic Park (1993) de Steven Spielberg, Pulp Fiction (1994) de Quentin Tarantino (dont il est l'un des acteurs fétiches), ou encore Une journée en enfer (1995) de John McTiernan, et Au revoir à jamais (1996), de Renny Harlin.
Durant les années 2000, il participe à plusieurs franchises : il joue le Jedi Mace Windu dans la prélogie de Star Wars, porte la suite Shaft (2000), de John Singleton, et seconde Vin Diesel pour la trilogie d'action xXx. Par ailleurs, il incarne Elijah Price dans le thriller fantastique Incassable (2000), de M. Night Shyamalan et porte les films indépendants remarqués Des serpents dans l'avion (2006) et Black Snake Moan (2008).
À partir de 2012, le personnage du directeur du SHIELD Nick Fury prend les traits de Samuel L. Jackson dans les Marvel Comics. L'acteur endosse le rôle de Fury dans l'Univers cinématographique Marvel depuis 2008 et apparaît ainsi dans les films Iron Man, Thor, Captain America, Avengers, Spider-Man et Captain Marvel, avant d'être en 2023 le personnage principal de la série télévisée Secret Invasion.
Il a également prêté sa voix dans plusieurs films, séries et jeux vidéo, dont notamment à Lucius Best / Frozone dans les films Les Indestructibles (2004) et sa suite (2018), Afro Samurai dans l'anime homonyme (2007), ou encore, Frank Tenpenny dans le jeu vidéo Grand Theft Auto: San Andreas (2004).
Il a tourné avec, entre autres, John Landis, Martin Scorsese, Joel Schumacher, Quentin Tarantino, Spike Lee, M. Night Shyamalan, George Lucas, John McTiernan, John Boorman, Steven Spielberg, Brad Bird, William Friedkin, Paul Thomas Anderson, Barry Levinson, Steven Soderbergh, Barbet Schroeder, Tony Scott, Matthew Vaughn ou, plus récemment, Tim Burton. En 2011, il entre dans le Livre Guinness des records en tant qu'acteur ayant apporté le plus de recettes au box-office mondial.

## Biographie

### Jeunesse et débuts
Samuel Leroy Jackson entre au Morehouse College d'Atlanta pour entreprendre des études de policier qui furent très vite interrompues. Il continua en hôtellerie restauration, son rêve était d’avoir un complexe de chambres d’hôtes, mais c'est avec un diplôme d'art dramatique qu'il en ressort en 1972. Il fait ses débuts au cinéma la même année dans Together for Days de Michael Schultz, mais il préfère se consacrer au théâtre en jouant à New York.
Il y fait la rencontre de Spike Lee qui lui confie par la suite quelques petits rôles dans ses films (Do the Right Thing, Mo' Better Blues). Cette collaboration lui permet d'obtenir au festival de Cannes en 1991 le prix du meilleur second rôle pour Jungle Fever, Lala City, Gorilia ticket, Cellular life’s , panoplies de rôles où son talent de caméléon prend forme.

### Débuts et révélation du cinéma d'action (années 1990)

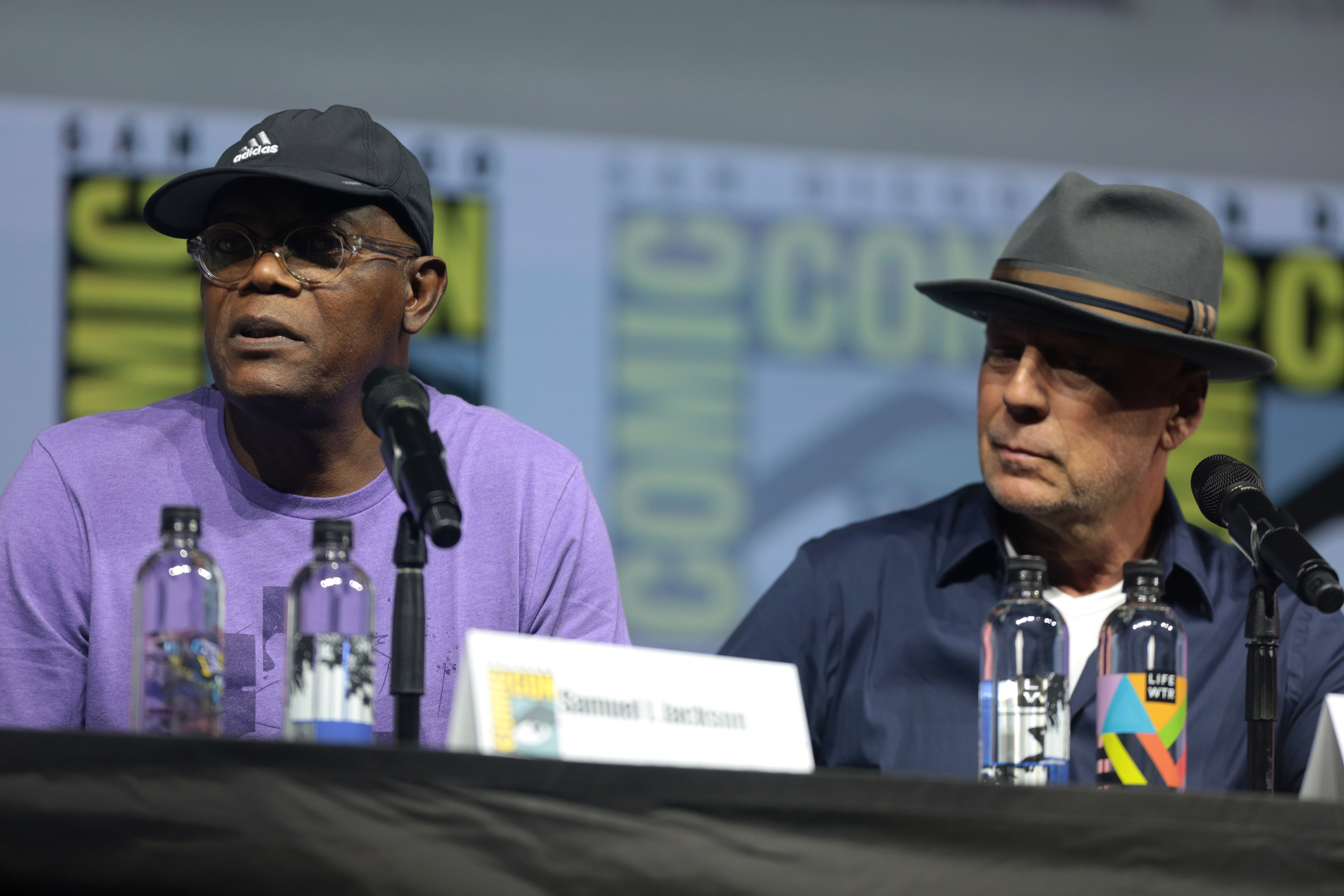
L'acteur aux côtés de Bruce Willis au San Diego Comic-Con 2018, avec qui il a tourné Pulp Fiction (1994), Une journée en enfer (1995), Incassable (2000) et Glass (2019).

Il enchaîne alors les seconds rôles dans plusieurs films, dont Les Affranchis (1990), de Martin Scorsese, Jeux de guerre (1992), de Phillip Noyce ou encore Jurassic Park (1993), de Steven Spielberg. Quentin Tarantino le repère lors du tournage d'un film qu'il a scénarisé, le thriller True Romance, réalisé par Tony Scott. Il lui confie alors le rôle de Jules Winnfield, le tueur philosophe en pleine conversion, de Pulp Fiction (1994). Le long-métrage lance définitivement la carrière de l'acteur, en faisant une star connue du monde entier.
L'année 1995 le propulse tête d'affiche de deux films d'action : Kiss of Death, de Barbet Schroeder, où il évolue aux côtés de David Caruso et Nicolas Cage, puis surtout Une journée en enfer, de John McTiernan, où il incarne Zeus Carver, l'acolyte du héros John McClane, interprété par Bruce Willis.
Si en 1996, il garde un pied dans le cinéma indépendant, apparaissant dans Double mise, le premier long-métrage de Paul Thomas Anderson et portant la comédie La Couleur de l'arnaque, de Reginald Hudlin, il joue aussi dans des grosses productions : partageant l'affiche du thriller judiciaire Le Droit de tuer ? avec Matthew McConaughey et Sandra Bullock, puis étant pour la première fois propulsé premier rôle masculin pour le film d'action Au revoir à jamais, aux côtés de Geena Davis.
Jusqu'à la fin des années 1990, il essaie de s'imposer comme tête d'affiche : en 1997, Tarantino fait de nouveau appel à lui pour son troisième long-métrage, Jackie Brown, où l'acteur se voit confier un personnage clé ; la même année, il joue un professeur remplaçant dans le drame social 187 code meurtre, de Kevin Reynolds, puis il joue un père borderline dans le thriller Le Secret du bayou, de Kasi Lemmons, qu'il produit également. Ces deux projets le voient aussi sortir du registre des films d'action à gros budget.
L'année 1998 le voit de nouveau jouer un policier dans le thriller Négociateur où il a pour partenaire Kevin Spacey, puis incarner un scientifique pour le film de science-fiction Sphère, de Barry Levinson, où il côtoie cette fois Dustin Hoffman et Sharon Stone.
En 1999, il intervient comme un second rôle de luxe : d'abord dans le thriller d'action Peur bleue, qui lui permet de retrouver le réalisateur Renny Harlin, pour lequel il incarne un entrepreneur milliardaire, mais surtout dans le blockbuster évènement Star Wars, épisode I : La Menace fantôme, réalisé par George Lucas, où il incarne le maître Jedi Mace Windu. Il continuera à incarner ce personnage dans les deux autres chapitres de la prélogie Star Wars, qui sortiront en 2002 et 2005.
L'année 2000 le voit partager l'affiche du drame militaire L'Enfer du devoir, de William Friedkin, avec Tommy Lee Jones, mais surtout reprendre le rôle mythique de J.P. Shaft dans un thriller d'action, Shaft, réalisé par John Singleton. Pour finir, l'acteur retrouve Bruce Willis une troisième fois, pour le thriller fantastique Incassable, réalisé par M. Night Shyamalan. Son interprétation du complexe et cérébral Elijah Price annonce des années 2000 placées sous le sceau de rôles plus sérieux.

### Diversification et tête d'affiche (années 2000)

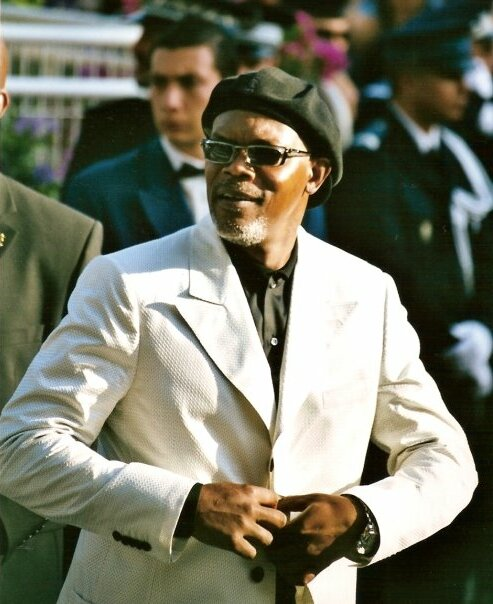
L'acteur au Festival de Cannes 2005, pour la présentation de Star Wars, épisode III : La Revanche des Sith.

Durant les années 2000, l'acteur tourne beaucoup, alternant seconds rôles dans des films d'action et premiers rôles de projets plus dramatiques.
Il capitalise d'abord sur son succès en produisant et en jouant dans deux projets singuliers : la comédie d'action Le 51e État, dont il partage l'affiche avec Robert Carlyle puis le drame musical The Caveman's Valentine.
Puis il se diversifie à Hollywood en partageant l'affiche du drame Dérapages incontrôlés (2002), avec Ben Affleck ; du thriller Sans motif apparent (2002), avec Milla Jovovich ; du drame historique In My Country (2004), avec Juliette Binoche ; du thriller Instincts meurtriers (2004), avec Ashley Judd ; de la comédie Le Boss avec Eugene Levy ; du thriller social La Couleur du crime (2006) avec Julianne Moore ; du mélodrame sportif Renaissance d'un champion (2007) avec Josh Hartnett ; du drame horrifique avec Chambre 1408 (2007) avec John Cusack. Enfin, il retrouve Renny Harlin une troisième fois pour le thriller Cleaner, où il est secondé par Ed Harris et Eva Mendes, puis partage l'affiche du biopic musical Soul Men (2008) avec Bernie Mac. Pour finir, il incarne l'amant de Naomi Watts pour le drame choral Mother and Child, écrit et réalisé par Rodrigo Garcia.
Comme unique tête d'affiche, il porte le drame sportif Coach Carter (2005) et la comédie d'action Des serpents dans l'avion (2006). Puis il retourne à un cinéma indépendant et sombre pour Black Snake Moan (2007), écrit et réalisé par Craig Brewer, puis le film indépendant coup de poing Harcelés (2008), de Neil LaBute. En 2007, l'acteur prête sa voix au rôle titre de la série d'animation Afro Samurai, d'après le manga de Takashi Okazaki (en). Il reprend le personnage en 2009 dans le film d'animation Afro Samurai: Resurrection, ainsi que dans un jeu vidéo sorti la même année,.
En 2006, il est membre du jury au Festival de Cannes sous la présidence de Wong Kar-wai. Il y retrouve par ailleurs Tim Roth, avec qui il avait travaillé auparavant dans Pulp Fiction.
Outre son personnage de Mace Windu, il participe à d'autres films d'action hollywoodiens : xXx (2002) et sa suite, XXX 2: The Next Level (2005) ; retrouve John McTiernan et John Travolta pour Basic (2003) ; fait partie des protagonistes musclés de S.W.A.T. unité d'élite (2003), aux côtés de Colin Farrell ; retrouve Quentin Tarantino pour un second rôle dans Kill Bill : Volume 2 ; seconde Hayden Christensen pour le blockbuster fantastique Jumper (2008), de Doug Liman ; fait partie du casting de l'ambitieuse adaptation de comic-books The Spirit, de Frank Miller.
Mais finalement, son rapprochement de l'univers des comic-books va se traduire par un engagement qui va marquer la phase suivante de sa carrière. Au début des années 2000, la star autorise Marvel Comics à ce que le personnage du directeur du SHIELD, Nick Fury soit redessiné selon ses traits, à condition qu'en cas d'adaptation cinématographique, il incarne le personnage,. Ainsi, à partir de 2008, l'acteur intègre l'Univers cinématographique Marvel en jouant Fury dans la scène post-générique du blockbuster Iron Man (2008), de Jon Favreau. Il signe alors pour apparaître dans neuf autres films sortis durant la décennie 2010,. En 2023, il est apparu dans onze films et deux séries télévisées du MCU, les derniers films en date étant Captain Marvel, Avengers : Endgame et Spider-Man: Far From Home en 2019, et il annonce n'avoir aucune intention de quitter cet univers cinématographique.

### Nick Fury et cinéma d'action (années 2010)

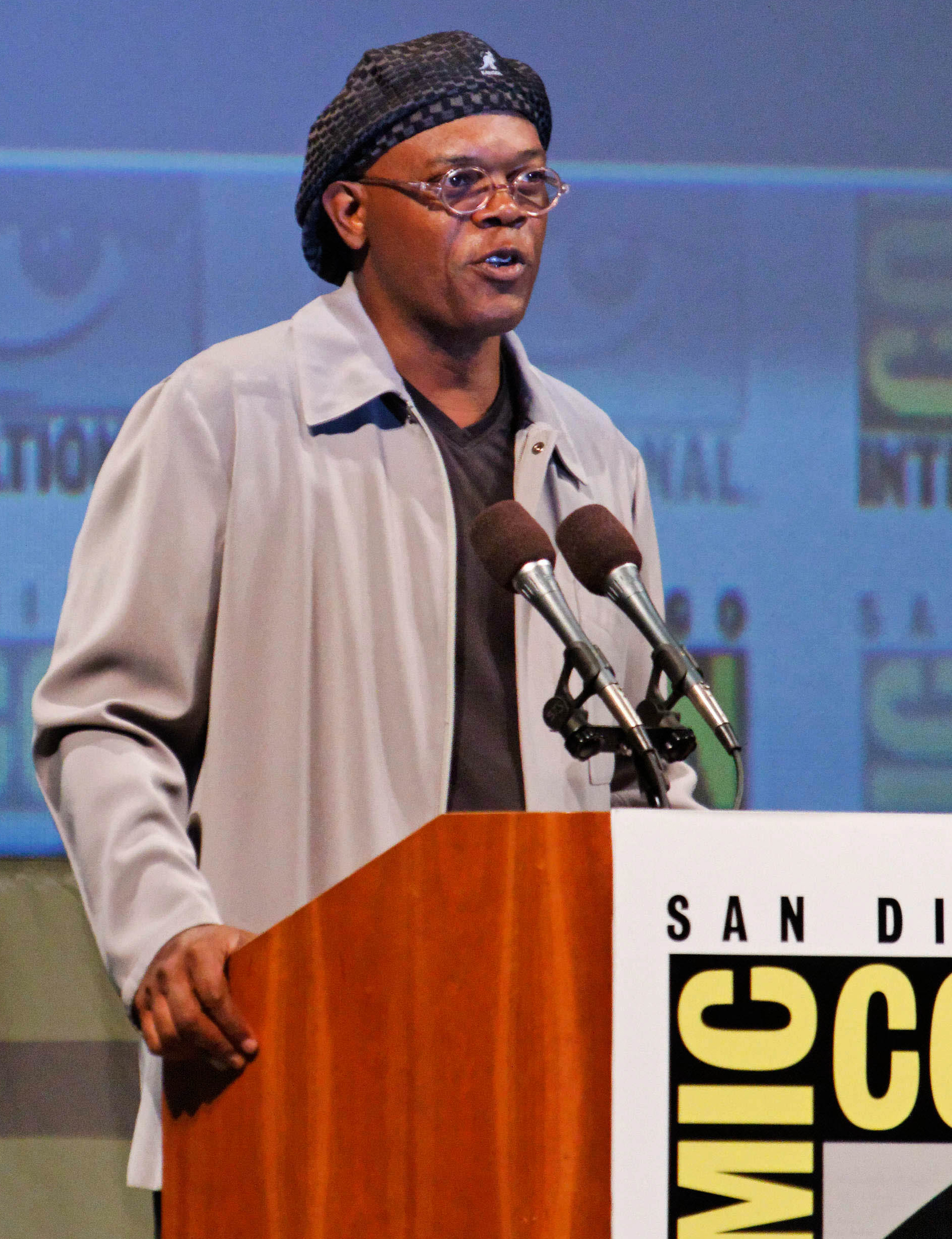
L'acteur au San Diego Comic-Con 2010, pour la promotion du blockbuster évènement The Avengers.

Son personnage va jouer un rôle clé dans la première phase de l'univers produit par les studios Disney : il est présent dans Iron Man 2 (2010), Thor et Captain America: First Avenger (2011) puis The Avengers (2012) pour superviser la formation du groupe de superhéros. Il revient dans la seconde phase pour voir son personnage développé dans Captain America: The Winter Soldier (2014) puis pour quelques scènes de Avengers: Age of Ultron (2015). Il conclut ensuite la phase 3 : il incarne une version rajeunie du personnage dans le film préquelle Captain Marvel, quelques scènes de Avengers : Endgame puis enfin Spider-Man: Far From Home (2019). Il apparait également dans la série Marvel : Les Agents du SHIELD durant le deuxième et le dernier épisode de la première saison, diffusée entre 2013 et 2014.
En 2011, il entre dans le Livre Guinness des records en tant qu'acteur ayant apporté le plus de recettes au box-office mondial.
Parallèlement à l'Univers cinématographique Marvel, l'acteur participe à d'autres films d'action produits par les studios : le remake RoboCop (2014), de José Padilha ; il incarne aussi l'antagoniste de l'adaptation de comic-books Kingsman : Services secrets (2015), de Matthew Vaughn, puis prête ses traits à George Washington Williams dans le remake Tarzan (2016), de David Yates. Il joue aussi dans la comédie d'action Secret Agency, puis est pour la première fois dirigé par Tim Burton pour le conte Miss Peregrine et les Enfants particuliers (2016). Il redevient un militaire pour Kong: Skull Island (2017), où il a aussi pour la première fois pour partenaire Brie Larson. Il lance enfin en 2015 une nouvelle franchise de buddy movie d'action avec Ryan Reynolds, intitulée Hitman and Bodyguard.
Parallèlement, il retrouve d'anciens personnages, d'abord pour clore deux trilogies : en 2017, XXx : Reactivated avec Vin Diesel, puis en 2019 Glass toujours avec M. Night Shyamalan derrière la caméra et Bruce Willis devant ; puis il redevient John Shaft pour la suite Shaft, mis en scène par Tim Story.
Il retrouve aussi les cinéastes qui l'ont révélé : Spike Lee lui confie un rôle dans son remake Old Boy (2013), porté par Josh Brolin puis dans son drame politique indépendant Chi-Raq (2015). Quentin Tarantino le convoque de nouveau pour Django Unchained '(2012) mais surtout pour Les Huit Salopards (2015), où l'acteur endosse le rôle le plus important du film[réf. nécessaire], un ancien officier nordiste chasseur de primes dans ce huis-clos pourtant porté par une distribution chorale.
Pour finir, l'acteur s'investit dans des projets de seconde zone, qui sortent parfois directement en vidéo : le thriller d'action No Limit (2010) ; le film d'action Arena (2011) ; le polar Rencontre avec le mal (2012) ; le thriller d'action The Samaritan (2012) ; le thriller d'action Kite (2014) ; le film d'aventures Big Game (2014), où il incarne le président des États-Unis ; puis il revient à l'horreur et à John Cusack pour Cell Phone (2016).
En 2018, il reprend quatorze ans plus tard le rôle du super-héros Frozone dans le film d'animation Les Indestructibles 2.
L'année 2019 est marquée par un retour à un cinéma plus adulte : il partage l'affiche de la comédie dramatique Unicorn Store avec Brie Larson, qui officie aussi à la réalisation ; puis il joue dans le drame de guerre The Last Full Measure, écrit et réalisé par Todd Robinson. En 2020, il joue dans  The Banker, un film américain réalisé par George Nolfi, sorti le 20 mars 2020 sur Apple TV+, le film retracera l'histoire vraie de deux entrepreneurs afro-américains des années 1960 mettant au point un ingénieux système d'accès au logement.
Son mot fétiche est l'insulte Motherfucker, qu'on l'entend prononcer dans de nombreux films, devenu sa réplique-culte à partir de sa performance dans Pulp Fiction. L'Univers cinématographique Marvel y rend hommage dans la scène post-générique d'Avengers : Infinity War (2018) puisqu'au moment de se désintégrer après le claquement de doigts de Thanos, il s'exclame « Motherf...., » sans avoir le temps de compléter le mot.

### Vie personnelle

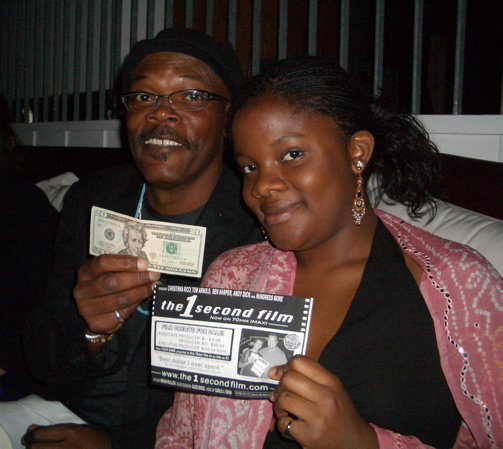
L'acteur et sa fille Zoé en juin 2004.

Samuel L. Jackson est un fan inconditionnel des Falcons, l'équipe de football américain d'Atlanta, et bien que natif de Washington, il soutient cette équipe de Géorgie. Avec le tournage du film Le 51e État qui se déroule à Liverpool, il apprécie le Liverpool Football Club. Il soutient également le Bohemian Football Club, étant donné qu'il aime l'Irlande.
Il s'est opposé à la guerre d'Irak et a soutenu Barack Obama lors de l'élection présidentielle de 2008. Ayant connu la ségrégation, il s'est également engagé contre le racisme.
Végétarien depuis de nombreuses années, Samuel L Jackson a affirmé dans une récente interview être devenu végétalien depuis le début de l'année 2013. En mars 2017, il annonce ne plus l'être.
Samuel L. Jackson est marié depuis 1980 avec l'actrice Latanya Richardson. Ils ont une fille, prénommée Zoé, née en 1980.
En août 2019, après avoir découvert que ses ancêtres sont originaires du Gabon, il est naturalisé gabonais et reçoit un passeport, accordé par les autorités du pays.

## Filmographie

### Années 1980
- 1981 : Ragtime de Miloš Forman : membre du gang numéro 2
- 1987 : Magic Sticks de Peter Keglevic : Bum
- 1987 : Eddie Murphy Raw de Robert Townsend
- 1988 : School Daze de Spike Lee : Leeds
- 1988 : Un prince à New York de John Landis : Hold-Up Man
- 1989 : Do the Right Thing de Spike Lee : señor Love Daddy
- 1989 : Mélodie pour un meurtre de Harold Becker : l'homme noir

### Années 1990
- 1990 : Business oblige de Jan Egleson : Ulysses
- 1990 : Succube de James Bond III : Ministre Garth
- 1990 : Le Mariage de Betsy d'Alan Alda : Répartiteur de Taxi
- 1990 : Mo' Better Blues de Spike Lee : Madlock
- 1990 : L'Exorciste, la suite de William Peter Blatty : Rêve Blind Man
- 1990 : Les Affranchis de Martin Scorsese : Stacks Edwards
- 1990 : The Return of Superfly de Sig Shore : Nate
- 1991 : Jungle Fever de Spike Lee : Gator Purify
- 1991 : Johnny Suede de Tom DiCillo : B-Bop
- 1991 : Strictly Business (en) de Kevin Hooks : Monroe
- 1992 : Brothers in the Bronx (Jumpin' at the Boneyard) de Jeff Stanzler : Simpson
- 1992 : Un fils en danger de Paul Mones : Marshall
- 1992 : Juice d'Ernest R. Dickerson : Trip
- 1992 : Sables mortels de Roger Donaldson : Greg Meeker
- 1992 : Jeux de guerre de Phillip Noyce : Robby Jackson
- 1993 : Alarme fatale de Gene Quintano : Wes Luger
- 1993 : Amos et Andrew de E. Max Frye : Andrew Sterling
- 1993 : Menace to Society d'Albert et Allen Hughes : Tat Lawson
- 1993 : Jurassic Park de Steven Spielberg : Ray Arnold
- 1993 : True Romance de Tony Scott : Big Don
- 1994 : Hail Caesar d'Anthony Michael Hall : Mailman
- 1994 : Fresh de Boaz Yakin : Sam
- 1994 : Pulp Fiction de Quentin Tarantino : Jules Winnfield
- 1994 : The New Age de Michael Tolkin : Dale Deveaux
- 1994 : À la recherche de Jimmy le Borgne de Sam Henry Kass : Ron
- 1995 : Losing Isaiah : Les Chemins de l'amour (Losing Isaiah), de Stephen Gyllenhaal : Kadar Lewis
- 1995 : Fluke de Carol Carlei : Rumbo (voix)
- 1995 : Kiss of Death de Barbet Schroeder : Calvin Hart
- 1995 : Une journée en enfer de John McTiernan : Zeus Carver
- 1996 : Double Mise de Paul Thomas Anderson : Jimmy
- 1996 : La Couleur de l'arnaque de Reginald Hudlin : Fred Sultan
- 1996 : Trees Lounge de Steve Buscemi : Wendell
- 1996 : Le Droit de tuer ? de Joel Schumacher : Carl Lee Hailey
- 1996 : Au revoir à jamais de Renny Harlin : Mitch Henessey
- 1997 : 187 code meurtre de Kevin Reynolds : Trevor Garfield
- 1997 : Le Secret du bayou de Kasi Lemmons : Louis Batiste - également producteur
- 1997 : Jackie Brown de Quentin Tarantino : Ordell Robbie
- 1998 : Sphère de Barry Levinson : Harold « Harry » Adams
- 1998 : Hors d'atteinte de Steven Soderbergh : Hejira Henry
- 1998 : Négociateur de F. Gary Gray : Danny Roman
- 1998 : Le Violon rouge de François Girard : Charles Morritz
- 1999 : Peur bleue de Renny Harlin : Russell Franklin
- 1999 : Our Friends, Martin de Rob Smiley et Vincenzo Tripetti : lui-même (voix)
- 1999 : Star Wars, épisode I : La Menace fantôme de George Lucas : Mace Windu

### Années 2000
- 2000 : L'Enfer du devoir de William Friedkin : Terry L. Childers
- 2000 : Shaft de John Singleton : J.P. Shaft
- 2000 : Incassable de M. Night Shyamalan : Elijah Price
- 2001 : The Caveman's Valentine de Kasi Lemmons - également producteur
- 2001 : Le 51e État  de Ronny Yu : Elmo McElroy - également producteur
- 2002 : Dérapages incontrôlés de Roger Michell : Doyle Gipson
- 2002 : Sans motif apparent de Bob Rafelson : Jack Friar
- 2002 : xXx de Rob Cohen : Augustus Gibbons
- 2002 : Star Wars, épisode II : L'Attaque des clones de George Lucas : Mace Windu
- 2003 : Basic de John McTiernan : Nathan West
- 2003 : S.W.A.T. unité d'élite de Clark Johnson : Dan « Hondo » Harrelson
- 2004 : In My Country de John Boorman : Langston Whitfield
- 2004 : Instincts meurtriers de Philip Kaufman : John Mills
- 2004 : Les Indestructibles de Brad Bird : Lucius Best / Frozone (voix)
- 2004 : Kill Bill : Volume 2 de Quentin Tarantino : Rufus
- 2005 : M. Indestructible et ses copains de Roger Gould : Lucius Best / Frozone (voix)
- 2005 : Coach Carter de Thomas Carter : Ken Carter
- 2005 : XXX2: The Next Level de Lee Tamahori : Augustus Gibbons
- 2005 : Star Wars, épisode III : La Revanche des Sith de George Lucas : Mace Windu
- 2005 : Le Boss de Les Mayfield : Derrick Vann
- 2006 : La Couleur du crime de Joe Roth : Lorenzo Council
- 2006 : Black Snake Moan de Craig Brewer : Lazarus
- 2006 : Des serpents dans l'avion de David R. Ellis : Neville Flynn
- 2006 : Les Soldats du désert (Home of the Brave) d'Irwin Winkler : Will Marsh
- 2007 : Renaissance d'un champion de Rod Lurie : Champ
- 2007 : Chambre 1408 de Mikael Håfström : Gerald Olin
- 2008 : Jumper de Doug Liman : Roland Cox
- 2008 : Iron Man de Jon Favreau : Nick Fury (non crédité)[18]
- 2008 : Star Wars: The Clone Wars de Dave Filoni : Mace Windu (voix)
- 2008 : Cleaner de Renny Harlin : Tom Cutler - également producteur
- 2008 : Soul Men de Malcolm D. Lee : Louis Hinds
- 2008 : Harcelés de Neil LaBute : Abel Turner
- 2008 : The Spirit de Frank Miller : Octopus
- 2009 : Astro Boy de David Bowers : Zog le robot (voix)
- 2009 : Inglorious Basterds de Quentin Tarantino : le narrateur (voix - non crédité)

### Années 2010
- 2010 : Iron Man 2 de Jon Favreau : Nick Fury
- 2010 : No Limit (Unthinkable) de Gregor Jordan : Henry Harold Humphries
- 2010 : Very Bad Cops d'Adam McKay : P.K. Highsmith
- 2010 : Mother and Child de Rodrigo Garcia : Paul
- 2011 : Thor de Kenneth Branagh : Nick Fury (non crédité)[18]
- 2011 : Captain America: First Avenger de Joe Johnston : Nick Fury
- 2011 : Arena de Jonah Loop : Logan (DTV)
- 2011 : Félins : Le Royaume du courage de Keith Scholey et Alastair Fothergill : le narrateur (voix)
- 2012 : Avengers de Joss Whedon : Nick Fury
- 2012 : Rencontre avec le mal de Chris Fisher : Richie (DTV)
- 2012 : The Samaritan de David Weaver : Foley (DTV)
- 2012 : Django Unchained de Quentin Tarantino : Stephen
- 2012 : Drôles d'oiseaux de Wayne Thornlney : Tendai (voix)
- 2013 : Old Boy de Spike Lee : Chaney
- 2013 : Turbo de David Soren : Whiplash (voix)
- 2014 : Game of Fear (Reasonable Doubt) de Peter Howitt : Clinton Davis
- 2014 : RoboCop de José Padilha : Pat Novak
- 2014 : Captain America : Le Soldat de l'hiver (Captain America: The Winter Soldier) d'Anthony et Joe Russo : Nick Fury
- 2014 : Kite de Ralph Ziman : Karl Aker
- 2014 : Big Game de Jalmari Helander : le président des États-Unis William Alan Moore
- 2015 : Kingsman : Services secrets (Kingsman: The Secret Service) de Matthew Vaughn : Richmond Valentine
- 2015 : Avengers : L'Ère d'Ultron (Avengers: Age of Ultron) de Joss Whedon : Nick Fury
- 2015 : Secret Agency (Barely Lethal) de Kyle Newman : Hardman
- 2015 : Les Huit Salopards (The Hateful Eight) de Quentin Tarantino : le major Marquis Warren alias « The Bounty Hunter »
- 2015 : Chi-Raq de Spike Lee : Dolmedes
- 2016 : Cell Phone de Tod Williams : Tom McCourt (DTV)
- 2016 : Tarzan de David Yates : George Washington Williams
- 2016 : Miss Peregrine et les Enfants particuliers (Miss Peregrine's Home for Peculiar Children) de Tim Burton : M. Barron
- 2017 : XXX: Reactivated de D. J. Caruso : Augustus Eugene Gibbons
- 2017 : Kong: Skull Island de Jordan Vogt-Roberts : le lieutenant-colonel Packard
- 2017 : Hitman and Bodyguard (The Hitman's Bodyguard) de Patrick Hugues : Darius Kincaid
- 2018 : Les Indestructibles 2 de Brad Bird : Lucius Best / Frozone (voix)
- 2019 : Unicorn Store de Brie Larson : le vendeur
- 2018 : Avengers: Infinity War d'Anthony et Joe Russo : Nick Fury (non crédité)
- 2018 : Seule la vie... (Life Itself) de Dan Fogelman : lui-même
- 2019 : Glass de M. Night Shyamalan : Elijah Price
- 2019 : Captain Marvel d'Anna Boden et Ryan Fleck : Nick Fury
- 2019 : Avengers: Endgame d'Anthony et Joe Russo : Nick Fury
- 2019 : Spider-Man: Far From Home de Jon Watts : Nick Fury
- 2019 : Shaft de Tim Story : John Shaft II
- 2019 : Star Wars, épisode IX : L'Ascension de Skywalker de J. J. Abrams : Mace Windu (voix)

### Années 2020
- 2020 : L'Ultime Sacrifice (The Last Full Measure) de Todd Robinson : Billy Takoda
- 2020 : The Banker de George Nolfi : Joseph « Joe » Morris
- 2020 : Mort à 2020 (Death to 2020) d'Al Campbell et Alice Mathias : Dash Bracket
- 2021 : Hitman and Bodyguard 2 (The Hitman's Wife's Bodyguard) de Patrick Hughes : Darius Kincaid
- 2021 : Spirale : L'Héritage de Saw (Spiral: From the Book of the Saw) de Darren Lynn Bousman : Marcus Banks
- 2021 : La Protégée (The Protégé) de Martin Campbell : Moody Dutton
- 2023 : The Kill Room de Nicol Paone : Gordon
- 2023 : The Marvels de Nia DaCosta : Nick Fury
- 2024 : Argylle de Matthew Vaughn : Alfred Solomon
- 2024 : The Piano Lesson de Malcolm Washington : Doaker Charles
- 2024 : Damaged de Terry McDonough : Dan Lawson
- 2024 : The Unholy Trinity de Richard Gray : St. Christopher
- 2025 : Afterburn de J. J. Perry : Valentine
- 2026 : Avengers: Doomsday d'Anthony et Joe Russo : Nick Fury

### Courts métrages
- 2000 : Any Given Wednesday de Neil Mandt : Willie Nutter
- 2002 : The Comeback de Trent Cooper
- 2003 : Coaching the Minors de Trent Cooper

### Télévision

#### Téléfilms
- 1977 : The Displaced Person de Glenn Jordan
- 1978 : The Trial of the Moke de Stan Lathan
- 1987 : Uncle Tom's Cabin de Stan Lathan : George
- 1989 : Dead Man Out de Richard Pearce
- 1991 : La Loi de la Mafia (Dead and Alive: The Race for Gus Farace) de Peter Markle : Everett Hatcher
- 1991 : Dead and Alive: The Race for Gus Farace de Peter Markle
- 1993 : Simple Justice d'Helaine Head
- 1994 : Assault at West Point: The Court-Martial of Johnson Whittaker de Harry Moses
- 1994 : Les Révoltés d'Attica (Against the Wall) de John Frankenheimer : Jamaal
- 2011 : The Sunset Limited de Tommy Lee Jones : Black

#### Séries télévisées
- 1991 : New York, police judiciaire, saison 1 épisode 14 (Femmes en péril) : Louis Taggert
- 1995 : Happily Ever After: Fairy Tales for Every Child de Anthony Bell et Edward Bell
- 2014 : Marvel: Les Agents du S.H.I.E.L.D. : Nick Fury (saison 1, épisodes 2 et 22)
- 2020 : Staged : lui-même
- 2021 : Le Droit d'être américain : Histoire d'un combat : lui-même
- 2022 : Les Derniers Jours de Ptolemy Grey : Ptolemy Grey
- 2023 : Secret Invasion : Nick Fury
- 2025 : Tulsa King : Russell Lee Washington Jr. (Saison 3)

#### Clip
- 2024 : Boy George, Ariana DeBose, Nile Rodgers ; Electric Energy (Thème de Argylle) : Guest-star chanteur-danseur[19]

#### Séries d'animation
- 2005 : The Boondocks : Gin Rummy
- 2007 : Afro Samurai : Ninja Ninja - également producteur
- 2009 : Afro Samurai: Resurrection de Fuminori Kizaki : Ninja Ninja - également producteur
- 2021-2023 : What If…? : Nick Fury

### Jeux vidéo
- 2004 : Grand Theft Auto: San Andreas : l'officier Frank Tenpenny
- 2005 : Still Life : Officier Tate
- 2009 : Afro Samurai : Afro Samurai/Ninja Ninja
- 2010 : Iron Man 2 : Nick Fury
- 2011 : Lego Star Wars III: The Clone Wars : Mace Windu
- 2013 : Heroes of Newerth : Announcer
- 2014 : Disney Infinity 2.0: Marvel Super Heroes : Nick Fury
- 2015 : Disney Infinity 3.0 : Nick Fury
- 2015 : Lego Jurassic World : Ray Arnold
- 2016 : Lego Marvel's Avengers : Nick Fury

## Distinctions
Sauf indication contraire, les informations mentionnées dans cette section peuvent être confirmées par la base de données cinématographiques IMDb,  présente dans la section « Liens externes ».

### Récompenses
- Festival de Cannes 1991 : meilleur acteur dans un second rôle pour Jungle Fever
- Kansas City Film Critics Circle Awards 1991 : meilleur acteur dans un second rôle  pour Jungle Fever
- New York Film Critics Circle Awards 1991 : Meilleur acteur dans un second rôle pour Jungle Fever
- Awards Circuit Community Awards 1994 :
  - Meilleure distribution pour Pulp Fiction partagée avec John Travolta, Uma Thurman, Tim Roth, Harvey Keitel, Ving Rhames, Amanda Plummer, Bruce Willis, Eric Stoltz et Rosanna Arquette
  - Meilleur acteur dans un second rôle pour Pulp Fiction
- Society of Texas Film Critics Awards 1994 : meilleur acteur dans un second rôle  pour Pulp Fiction
- British Academy Film Awards 1995 : Meilleur acteur dans un second rôle pour Pulp Fiction
- Film Independent Spirit Awards 1995 : meilleur acteur pour Pulp Fiction
- Blockbuster Entertainment Awards 1997 : acteur préféré dans un second rôle pour Le Droit de tuer ?
- NAACP Image Awards 1997 : meilleur acteur dans un second rôle pour Le Droit de tuer ?
- San Diego Film Critics Society Awards 1997 : Lauréat du Prix pour l'ensemble de son travail cette année-là pour 187 code meurtre, pour Jackie Brown et pour Le Secret du bayou
- Acapulco Black Film Festival 1998 : meilleur acteur pour Le Secret du bayou
- Berlinale 1998 : Meilleur acteur pour Jackie Brown
- Film Independent Spirit Awards 1998 : meilleur premier film pour Le Secret du bayou partagé avec Kasi Lemmons (director) et Caldecot Chubb (Producteur)
- Acapulco Black Film Festival 1999 : Lauréat du prix pour l'ensemble de sa carrière.
- Hasty Pudding Theatricals 1999 : Lauréat du prix de l'homme de l'année.
- Spike Video Game Awards 2004 : meilleure performance pour un figurant dans un jeu vidéo pour Grand Theft Auto: San Andreas
- BET Comedy Awards 2005 : meilleur acteur dans un film d'animation pour Les Indestructibles
- Hawaii International Film Festival 2005 : Lauréat du prix pour l'ensemble de sa carrière.
- Festival international du film de Palm Springs 2005 : Lauréat du Prix pour l'ensemble de sa carrière.
- The Stinkers Bad Movie Awards 2005 : duo le moins dynamique pour Le Boss partagé avec Eugene Levy.
- Bambi Awards 2006 : meilleur acteur pour Des serpents dans l'avion et pour La Couleur du crime
- NAACP Image Awards 2006 : meilleur acteur pour Coach Carter
- Capri 2008 : Lauréat du Prix Capri Legend.
- NAACP Image Awards 2011 : meilleur acteur dans un second rôle  pour Mother and Child
- Black Reel Awards 2013 : meilleur acteur dans un second rôle  pour Django Unchained
- NAACP Image Awards 2013 : Meilleur acteur dans un second rôle pour Django Unchained
- MTV Movie Awards 2013 : meilleur WTF moment pour Django Unchained partagé Jamie Foxx.
- Black Reel Awards 2014 : Meilleure interprétation vocale dans un film d'animation pour Turbo
- 20/20 Awards 2015 : meilleur acteur dans un second rôle pour Pulp Fiction
- Capri 2015 : meilleur acteur dans un second rôle pour Les Huit Salopards
- Guinness World Record Awards 2015 : Meilleur acteur majeur de tous les temps.
- Hollywood Film Awards 2015 : meilleure distribution de l'année pour Les Huit Salopards partagé avec Kurt Russell, Jennifer Jason Leigh, Walton Goggins, Demián Bichir, Tim Roth, Michael Madsen, Bruce Dern, James Parks et Channing Tatum.
- BET Awards 2016 : Lauréat du Prix pour l’ensemble de sa carrière.
- BAFTA/LA 2016 : Lauréat du Prix Albert R. Broccoli pour une contribution mondiale.
- National Film Awards 2016 :
  - Meilleur acteur dans un second rôle dans une comédie d'animation pour Kingsman : Services secrets
  - Lauréat du Prix pour sa contribution au monde du cinéma.
- CinEuphoria Awards (es) 2017 : meilleure distribution pour Les Huit Salopards partagé avec Demián Bichir, Bruce Dern, Walton Goggins, Jennifer Jason Leigh, Michael Madsen, James Parks, Tim Roth, Kurt Russell et Channing Tatum.
- CinemaCon 2018 : Lauréat du Prix de l'icône au cinéma.
- NAACP Image Awards 2019 : Meilleur doublage dans une comédie d'animation pour Les Indestructibles 2
- The BAM Awards 2019 : meilleur acteur dans un second rôle pour Captain Marvel
- Savannah Film Festival 2020 : Lauréat du prix de la légende du cinéma.
- Canadian Screen Awards 2021 : meilleur documentaire  pour Enslaved: The Lost History of the Transatlantic Slave Trade partagé avec Simcha Jacobovici, LaTanya Richardson Jackson, Ric Esther Bienstock, Sarah Sapper, Yaron Niski, Eli Selden, Rob Lee, Felix Golubev et Tara Jan.
- Oscars 2022 : Lauréat du Prix Oscar d'honneur (« Sam Jackson est une icône culturelle dont le travail dynamique a trouvé un écho à travers les genres, les générations et les publics du monde entier »).

### Nominations
- Chicago Film Critics Association Awards 1992 : Meilleur second rôle masculin pour Jungle Fever
- CableACE Awards 1994 : meilleur acteur dans une mini-série où un téléfilm pour Les Révoltés d'Attica
- New York Film Critics Circle Awards 1994 :  Meilleur acteur pour Pulp Fiction
- Chicago Film Critics Association Awards 1995 : Meilleur acteur pour Pulp Fiction
- Chlotrudis Awards 1995 : Meilleur acteur dans un second rôlej, Meilleur acteur pour Pulp Fiction
- Golden Globes 1995 :
  - Meilleur acteur dans une mini-série ou un téléfilm pour Les Révoltés d'Attica
  - Meilleur acteur dans un second rôle pour Pulp Fiction
- MTV Movie Awards 1995 : meilleur duo à l'écran pour Pulp Fiction partagé avec John Travolta.
- National Society of Film Critics Awards 1995 : meilleur acteur dans un second rôle, meilleur acteur pour Pulp Fiction
- Oscars 1995 : Meilleur acteur dans un second rôle pour Pulp Fiction
- Screen Actors Guild Awards 1995 :  Meilleur acteur dans un second rôle pour Pulp Fiction
- Golden Globes 1997 : Meilleur acteur dans un second rôle pour Le Droit de tuer ?
- Image Awards 1997 : meilleur acteur  pour Au revoir à jamais
- Golden Globes 1998 : Meilleur acteur pour Jackie Brown
- Image Awards 1998 : meilleur acteur pour Le Secret du bayou
- Film Independent Spirit Awards 1998 : meilleur acteur dans un second rôle pour Double mise
- Satellite Awards 1998 : Meilleur acteur pour Le Secret du bayou
- MTV Movie Awards 1998 : meilleur acteur pour Jackie Brown
- Acapulco Black Film Festival 1999 : meilleur acteur pour Négociateur
- Blockbuster Entertainment Awards 1999 : meilleur acteur pour Négociateur
- Image Awards 1999 : meilleur acteur pour Négociateur'
- BET Awards 2001 : meilleur acteur pour L'Enfer du devoir
- Black Reel Awards 2001 : meilleur acteur pour Shaft
- Blockbuster Entertainment Awards 2001 :
  - Meilleur acteur pour Incassable
  - Meilleur acteur pour Shaft
- Image Awards 2001 : meilleur acteur pour Shaft
- MTV Movie Awards 2001 : meilleure tenue pour Shaft
- Black Reel Awards 2002 : meilleur acteur pour The Caveman's Valentine
- BET Awards 2003 :
  - Meilleur acteur pour xXx
  - Meilleur acteur pour Star Wars, épisode II : L'Attaque des clones
- Black Reel Awards 2003 : meilleur acteur pour Dérapages incontrôlés
- Image Awards 2003 : meilleur acteur pour Dérapages incontrôlés
- Prism Awards 2003 : meilleur acteur pour Dérapages incontrôlés
- BET Awards 2004 : meilleur acteur dans un film d'action pour S.W.A.T. unité d'élite (2003).
- Image Awards 2004 : meilleur acteur pour S.W.A.T. unité d'élite
- Annie Awards 2005 : meilleure voix dans un film d'animation pour Les Indestructibles
- BET Awards 2005 : Meilleur acteur pour Coach Carter, Meilleur acteur dans un film d'animation pour Les Indestructibles
- Black Movie Awards 2005 : meilleur acteur pour Coach Carter
- Teen Choice Awards 2005 : meilleur acteur pour Coach Cartee
- Black Movie Awards 2006 : meilleur acteur pour Coach Carter
- Prism Awards 2007 : meilleur acteur pour Les Soldats du désert
- Teen Choice Awards 2008 : Meilleur vilain  pour Jumper
- BET Awards 2009 : Meilleur acteur pour Soul Men, Meilleur acteur pour Harcelés
- Primetime Emmy Awards 2009 : Meilleur producteur exécutif d'un programme d'animation pour Afro Samurai: Resurrection partagé avec Leo Chu, Eric Garcia, Shinichiro Ishikawa, Arthur Smith, Yûji Hori, Kenichi Hayashi, Takashi Okazaki, Yasuyuki Muto, Joshua Hale Fialkov, Eric S. Calderon et Fuminori Kizaki
- Black Reel Awards 2011 : meilleur dans un second rôle pour Mother and Child
- Black Reel Awards 2012 : meilleur acteur une série ou un téléfilm pour The Sunset Limited
- Image Awards 2012 : meilleur acteur une série ou un téléfilm pour The Sunset Limited
- Independent Spirit Award 2012 : Meilleur dans un second rôle pour Mother and Child
- Prism Awards 2012 : meilleur acteur une série ou un téléfilm pour The Sunset Limited
- San Diego Film Critics Society Awards 2012 : Meilleur distribution pour Django Unchainedpartagé avec Leonardo DiCaprio, Jonah Hill, Christoph Waltz, Jamie Foxx, Kerry Washington, Zoe Bell, James Remar, Don Johnson, Walton Goggins et Bruce Dern)
- BET Awards 2013 : Meilleur acteur pour Django Unchained, Meilleur acteur pour Avengers
- MTV Movie Awards 2013 : meilleur duo à l'écran dans un western pour Django Unchained partagé avec Leonardo DiCaprio.
- Awards Circuit Community Awards 2015 : meilleure distribution  pour Les Huit Salopards partagé avec Kurt Russell, Jennifer Jason Leigh, Walton Goggins, Bruce Dern, Tim Roth, Michael Madsen, Demián Bichir, James Parks, Zoë Bell, Dana Gourrier et Gene Jones.
- Saturn Awards 2015 : Meilleur acteur dans un second rôle pour Captain America: The Winter Soldier
- Black Reel Awards 2016 : meilleur acteur dans un second rôle  pour Les Huit Salopards
- All Def Movie Awards 2016 : meilleur acteur dans un second rôle pour Les Huit Salopards
- Saturn Awards 2016 : Meilleur acteur pour Les Huit Salopards
- Black Reel Awards 2019 : meilleure performance vocale dans une comédie d'animation pour Les Indestructibles 2, meilleur acteur invité dans une série télévisée comique pour Staged
- Fright Meter Awards 2019 : meilleur acteur dans un second rôle pour Glass
- People's Choice Awards 2019 : Star de film dramatique préférée pour Glass, Star de film préférée pour Captain Marvel
- Teen Choice Awards 2019 : Acteur de film préféré pour Captain Marvel

## Anecdotes
- Un fan s'est amusé à compiler le nombre de fois où Samuel L. Jackson a prononcé le mot « Motherfucker » dans ses films. Un peu plus de 170 fois si on croit cette vidéo.
- Contrairement à de nombreux acteurs, Samuel L. Jackson adorerait revoir ses propres films. Il dit ainsi avoir revu plus de 150 fois Au revoir à jamais qui demeure toujours son film préféré[20].
- Le prix du meilleur second rôle remporté à Cannes pour Jungle Fever, de Spike Lee, a été créé spécialement pour récompenser son jeu d'acteur[20].

## Voix francophones
En France, Thierry Desroses est la voix française régulière de Samuel L. Jackson depuis Pulp Fiction. Jacques Martial l'a également doublé dans la deuxième trilogie de Star Wars. Il a aussi été doublé par Pascal Renwick dans Jungle Fever, Arnaud Arbessier dans Amos & Andrew, Med Hondo dans Do The Right Thing et La Couleur de l'arnaque, Mario Santini dans Jurassic Park, Paul Borne dans Iron Man, Patrick Descamps dans Cleaner et par Pascal Nzonzi dans Les Affranchis et Django Unchained.
Au Québec, Éric Gaudry est la voix québécoise régulière de l'acteur. James Hyndman et Patrick Chouinard l'ont également doublé à six et cinq reprises.
- Versions françaises :
  - Thierry Desroses dans Pulp Fiction,  Une journée en enfer, films du MCU, etc.
  - Jacques Martial (*1955 - 2025) dans la prélogie Star Wars
  - Pascal Renwick (*1954 - 2006) dans Jungle Fever et Les Révoltés d'Attica